# Anton Gnamb
Anton Gnamb (?. – Rijeka, 1806.), riječki arhitekt i urbanist.
Najznačajniji je barokni graditelj druge polovice 18. stoljeća u Rijeci i Hrvatskom primorju. U Rijeku je došao iz Trsta 1773. godine, gdje je dotad radio kao građevni inspektor pri Tršćanskom namjesništvu. 
Od 1777. postao je glavnim inženjerom Riječkog gubernija. Projektirao je mnoge zgrade, te nadzirao gradnje u cijelom Hrvatskom primorju. Izradio je prvi plan razvoja Rijeke, koji je obuhvaćao širenje urbaniziranih područja izvan Staroga grada. Prema njegovima je zamislima izgrađen Korzo, središnja gradska ulica, i njen istočni produžetak tzv. Rov, prema nekadašnjem rovu oko gradskih zidina. Također je prema njegovim planovima izgrađen današnji Jelačićev trg i ulica Fiumara te čitava četvrt nazvana Novi grad, južno od Korza. Gnamb je autor niza infrastrukturnih projekata od izgradnje nove luke na ušću Rječine u more, do cesta i mostova građenih u Gorskom kotaru radi spajanja Rijeke sa zaleđem.
Od njegovih arhitektonskih djela ističe se stara guvernerova palača (1780.), četverokrilno zdanje s unutrašnjim dvorištem s arkadama, koje se do 1896. nalazilo na mjestu današnje palače Jadran. Sagradio je niz privatnih kuća, poput palače Vuković iz 1789. godine (Korzo 2), a pripisuju mu se i palača Wohinz (Korzo 8) te palača Adamić (1787.). Gnamb je također sudjelovao u obnovi kaštela u Kraljevici te niza crkava u Primorju.
U uredu Riječkog gubernija, Gnamb je imao svoje pomoćnike koji su i sami projektirali zgrade. Među njima su se isticali Ignac Hollub, te Andrija Ljudevit Adamić, kasnije poznati riječki trgovac.
Arhitektura Antona Gnamba u mnogome je jednostavna inženjerska arhitektura, ali pojedine, ambiciozno zamišljene zgrade, imaju stilska obilježja kasnobaroknog klasicizma.